# Experiential marketing
Experiential marketing (též prožitkový, engagement či live marketing) je taktikou experience marketingu, která propojuje značku, produkt nebo službu se zákazníkem prostřednictvím inovativních, pohlcujících prožitků a díky multisenzorickému přístupu umožňuje jejich vzájemnou interakci. Vytváří takovou zapamatovatelnou vzpomínku, aby zákazníci sami měli vnitřní potřebu sdílet značku, její hodnoty a přirozeně motivovat sebe i ostatní ke koupi ve skutečném i digitálním prostředí.

## Cíle experiential marketingu
Stejně jako u jiných moderních strategií je cílem prožitkového marketingu přilákat, zapojit a přivést co nejvíce zákazníků. Zatímco tradičními taktikami marketingu (event, digital, image) vytváří značka jednostranně povědomí o jejím slibu a výhodách (brand awareness), experiential aktivity tento slib prokazují v rámci konkrétní a přímé zkušenosti či zážitku (brand experience), který dále šíří.
Experiential aktivity jsou kombinací tématu na základě osobnosti i benefitů značky a autentického obsahu dál šířeného zákazníky i značkou za účelem dosažení konkrétních marketingových cílů. Navrhovány jsou tak, aby aktivovaly emocionální spojení spotřebitele s celkovou identitou značky se zapojením co největšího počtu smyslů. Zákazníci se tak na základě této zkušenosti mění v „zastánce“ a „fanoušky“ a ovlivňují nákupní rozhodnutí svoje i dalších lidí.

## Filosofie experiential marketingu
Leták, banner, televizní reklama. Produkty současného marketingu pracují s tím, že co zákazníci vidí a slyší, to by mělo stačit pro to, aby učinili nákupní rozhodnutí. Studie Jack Morton Worldwide však odkryla, že 11 ze 14 lidí preferuje možnost poučit se osobně o novém produktu před tím, než jej koupí. Podle výzkumu agentury Focus je současně nejsilnějším impulsem k nákupu osobní zkušenost nebo doporučení od známého. Experiential marketing nabízí způsob, jak umožnit lidem prožít produkt a jeho benefity tak silně, aby je tito nadšeně sdíleli dál. Namísto vyprávění zákazníkům o produktech značky (brand nebo story telling) prostřednictvím konvenčních reklamních kanálů tvořivě zapojuje lidi, a vytváří z nich přirozené ambasadory a zastánce.
Zatímco u klasických kampaní hledá komunikační agentura benefity značky ve vztahu k definovaným cílovým skupinám, experiential specialisté pracují se stávajícím zákazníkem a ptají se, jakým způsobem daný produkt plní jeho očekávání a jaké v nich vyvolává nebo má vyvolávat emoce. Důležitým prvkem je, aby prožitek dokázal cílové publikum zapojit do tvorby a vyvolával potřebu sdílet. Na rozdíl od eventů experiential pracuje se skutečným i virtuálním životem zákazníků. V reálném životě buduje vztah se značkou pomocí hodnot a komplexních zážitků. Virtuální svět využívá ke získání pozornosti a rozšíření zásahu.
Experiential marketing je přirozeně o akci. Namísto přesvědčování spotřebitele, jaký by byl jeho život s tou kterou značkou, tuto skutečnost uvěřitelně prokazuje. Zaměřuje se na všechny smysly, které vytvářejí emoce, a nechává spotřebitele tuto skutečnost vidět, cítit. Vytváří souvislost mezi značkou a těmito pozitivními vibracemi. Umožňuje zákazníkovi nejdřív značku pořádně poznat, čímž obchází nízkou důvěru v reklamu. Ten se pak rozhoduje na základě skutečného prožitku namísto příslibu, případně podle doporučení od někoho, kdo si touto zkušeností prošel.